# Villanueva de Carazo
Villanueva de Carazo é um município da Espanha na província de Burgos, comunidade autónoma de Castela e Leão, de área 7,58 km² com população de 25 habitantes (2004) e densidade populacional de 3,30 hab/km².

## Demografia
| Variação demográfica do município entre 1991 e 2004 | Variação demográfica do município entre 1991 e 2004 | Variação demográfica do município entre 1991 e 2004 | Variação demográfica do município entre 1991 e 2004 |
| --------------------------------------------------- | --------------------------------------------------- | --------------------------------------------------- | --------------------------------------------------- |
| 1991                                                | 1996                                                | 2001                                                | 2004                                                |
| 30                                                  | 24                                                  | 28                                                  | 25                                                  |